# Zabersdorf
Zabersdorf, im 19. Jahrhundert auch Zobersdorf, ist eine Ortschaft in der Gemeinde Gurk im Bezirk Sankt Veit an der Glan in Kärnten (Österreich). Die Ortschaft hat 13 Einwohner (Stand 1. Jänner 2024).

## Lage

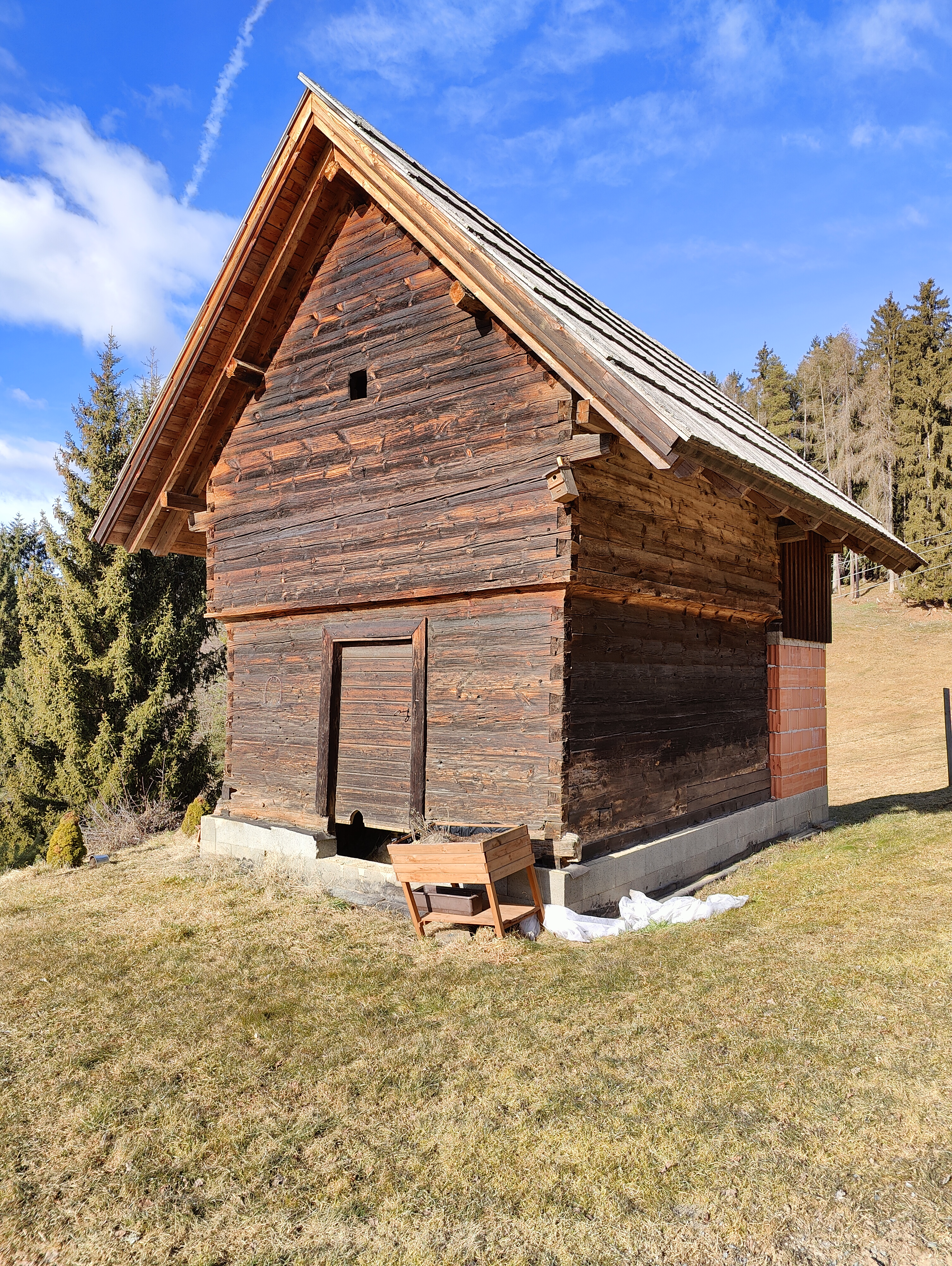
Getreidekasten beim Kremser, Zabersdorf

Zabersdorf liegt in den Wimitzer Bergen, auf gut 930 m Höhe, sonnseitig oberhalb des Bergwerkgrabens. Der Weiler befindet sich etwa 3 ½ km Luftlinie bzw. etwa 6 Straßenkilometer ostnordöstlich des Pfarrorts Pisweg, auf dem Gebiet der Katastralgemeinde Pisweg, und ist nur auf unbefestigten Straßen erreichbar.
Zur Ortschaft gehören die Höfe Turi in Zabersdorf (Haus Nr. 1, 7), Kremser in Zabersdorf (Nr. 3) und Haberl in Zabersdorf (Nr. 4, 5 und 6). Die einst im oberen Bergwerksgraben gelegenen Höfe Zmiech und Grimelbauer sind hingegen ebenso längst abgekommen wie die einst etwas nordwestlich des Weilers gelegene Schneiderkeusche.

## Geschichte
Zunächst auf dem Gebiet der Steuergemeinde Leiten gelegen, kam Zabersdorf bei Gründung der Ortsgemeinden Mitte des 19. Jahrhunderts an die Gemeinde Pfannhof. Nach Auflösung der Gemeinde Pfannhof kam Zabersdorf 1899 an die Gemeinde Kraig.
Ab 1. Juli 1903 wurde Zabersdorf vom Postamt Gurk aus betreut; zuvor vom Postamt St. Veit an der Glan.
Am 22. Dezember 1921 konnten die Bewohner der Ortschaften Dörfl, Zedl und Zabersdorf darüber abstimmen, ob sie bei der Gemeinde Kraig bleiben oder sich der Gemeinde Pisweg anschließen wollten. Von den 62 Wahlberechtigten wurden 33 gültige und 1 ungültige Stimme abgegeben: 24 sprachen sich für Pisweg und 9 für Kraig aus. Erst mit 1. Jänner 1924 kamen die drei Ortschaften tatsächlich an die Gemeinde Pisweg. Auch wurden die Grenzen der Katastralgemeinden damals so verändert, dass die drei Orte seither zur Katastralgemeinde Pisweg statt zur Katastralgemeinde Leiten gehören.
Seit Auflösung der Gemeinde Pisweg im Zuge der Gemeindestrukturreform 1972/73 gehört Zabersdorf zur Gemeinde Gurk.

## Bevölkerungsentwicklung
Für die Ortschaft ermittelte man folgende Einwohnerzahlen:
- 1869: 10 Häuser, 56 Einwohner[5]
- 1880: 6 Häuser, 61 Einwohner[6]
- 1890: 8 Häuser, 55 Einwohner[7]
- 1900: 6 Häuser, 51 Einwohner[8]
- 1910: 7 Häuser, 62 Einwohner[9]
- 1923: 7 Häuser, 44 Einwohner[10]
- 1934: 46 Einwohner[11]
- 1961: 3 Häuser, 25 Einwohner[12]
- 2001: 4 Gebäude (davon 3 mit Hauptwohnsitz) mit 6 Wohnungen; 16 Einwohner und 2 Nebenwohnsitzfälle; 4 Haushalte; 0 Arbeitsstätten, 4 land- und forstwirtschaftliche Betriebe[13]
- 2011: 4 Gebäude, 18 Einwohner, 6 Haushalte, 0 Arbeitsstätten[14]
- 2021: 4 Gebäude, 14 Einwohner, 4 Haushalte, 2 Arbeitsstätten[15]